# 勒羅伊鎮區 (愛荷華州布雷默縣)
勒羅伊鎮區（英語：Le Roy Township）是位於美國愛荷華州布雷默縣的一個行政鎮區。

## 地方資料
根據2010年美國人口普查的數據，勒羅伊鎮區的面積為55.97平方千米，當中陸地面積為54.21平方千米，而水域面積為1.76平方千米。當地共有人口189人，而人口密度為每平方千米3.38人。